# Höllenbek
Die Höllenbek ist ein linker Nebenfluss der Alster. Sie entspringt und mündet in Henstedt-Ulzburg im Kreis Segeberg, Schleswig-Holstein. Nach Wöddelbek und Wischbek ist sie der dritte Nebenfluss der Alster.

## Verlauf
Die Quelle der Höllenbek befindet sich südöstlich des Ortsteils Götzberg, 450 m südlich der Götzberger Straße. Von hier aus fließt sie nach Westen und unterquert nach 500 m den Wohldweg. Dann strömt sie nach Westsüdwesten und kreuzt nach 440 m den Wanderweg Korl-Barmstedt-Weg sowie nach weiteren 400 m die Achterkoppel. An dieser fließt sie für 150 m entlang, bis sie nach Süden abknickt. 580 m weiter unterfließt sie erst eine Nebenstraße des Wohldwegs sowie nach 215 m denselben wieder. 115 m weiter tritt sie in das Naturschutzgebiet Oberalsterniederung ein, wo sie erst nach Osten, dann nach Süden und dann wieder nach Osten abknickt und wo nach 610 Metern die Bellerbek linksseitig einmündet. Von hier aus knickt sie noch zweimal ab, vereinigt sich mit einem weiteren größeren Bach und unterquert nach 500 m einen Wanderweg. An diesem strömt sie für 235 m entlang und mündet schließlich von Norden in die nach Osten fließende Alster, etwa 380 m westnordwestlich der Grenze zu Tangstedt.
Die Höllenbek ist nicht schiffbar. Insgesamt kreuzt sie sieben Straßen und Wege; in sie münden insgesamt acht kleinere Bäche und Gräben. Für die Pflege des Gewässers ist der Gewässerpflegeverband Alster-Rönne zuständig.